# فردریکتون جانکشن، نیوبرانزویک
فردریکتون جانکشن، نیوبرانزویک (به انگلیسی: Fredericton Junction, New Brunswick) یک منطقهٔ مسکونی در کانادا است که در نیوبرانزویک واقع شده‌است. فردریکتون جانکشن ۱۲٫۲۹ کیلومتر مربع مساحت و ۷۵۲ نفر جمعیت دارد.